# چرمس
چرمس (به ایتالیایی: Cermes) یک منطقهٔ مسکونی در ایتالیا است که در تیرول جنوبی واقع شده‌است.

## خصوصیات
چرمس ۶٫۶ کیلومترمربع مساحت و ۱٬۴۴۱ نفر جمعیت دارد.